# 荒木亮次
荒木 亮次（あらき りょうじ、1978年5月10日 - ）は、長崎県出身の元サッカー選手（DF）、サッカー指導者。現在はサガン鳥栖U-15コーチ。

## 来歴
1994年、サンフレッチェ広島ユースに2期生として入団する、同級生は、岩村貴久、安武亨、渡辺大輔、雨野裕介ら。1995年、小林伸二監督のものJユースカップ優勝、ユースに初のタイトルをもたらした。1996年ひろしま国体少年の部選抜に選ばれている。
1997年にトップとトレーニー契約した。同期入団は若井研治、廣池寿、川島眞也、松岡祐弥、安武、岩村。また同年、広島経済大学にも入学している。椎間板ヘルニアにより、そのシーズン後に戦力外とみなされた。その後、広島経済大学のサッカー部に所属し、1999年夏季ユニバーシアード大学選抜候補にも選ばれている。
大学卒業後はIEC九州国際カレッジ専門学校へ進学、スポーツトレーナーの知識を学んだ。
2002年からサンフレッチェ広島のアカデミーコーチとしてジュニアユース、ジュニア年代を担当した。
2012年に愛媛FCへ移籍しU-15コーチを務め、2014～2016年は愛媛FC U-15 新居浜の監督に就任した。
2017年からはサガン鳥栖へU-18コーチとして移籍。2018年から鳥栖U-15コーチとなり、2019年には第34回日本クラブユースサッカー選手権（U-15）大会優勝と高円宮杯 JFA 第31回全日本U-15サッカー選手権大会準優勝。2020年には高円宮杯 JFA 第32回全日本U-15サッカー選手権大会優勝を果たしている。

## 個人成績
| 国内大会個人成績 | 国内大会個人成績 | 国内大会個人成績 | 国内大会個人成績 | 国内大会個人成績 | 国内大会個人成績 | 国内大会個人成績 | 国内大会個人成績 | 国内大会個人成績 | 国内大会個人成績 | 国内大会個人成績 | 国内大会個人成績 |
| 年度             | クラブ           | 背番号           | リーグ           | リーグ戦         | リーグ戦         | リーグ杯         | リーグ杯         | オープン杯       | オープン杯       | 期間通算         | 期間通算         |
| 年度             | クラブ           | 背番号           | リーグ           | 出場             | 得点             | 出場             | 得点             | 出場             | 得点             | 出場             | 得点             |
| 日本             | 日本             | 日本             | 日本             | リーグ戦         | リーグ戦         | リーグ杯         | リーグ杯         | 天皇杯           | 天皇杯           | 期間通算         | 期間通算         |
| ---------------- | ---------------- | ---------------- | ---------------- | ---------------- | ---------------- | ---------------- | ---------------- | ---------------- | ---------------- | ---------------- | ---------------- |
| 1997             | 広島             | 34               | J                | 0                | 0                | 0                | 0                | 0                | 0                | 0                | 0                |
| 通算             | 日本             | 日本             | J                | 0                | 0                | 0                | 0                | 0                | 0                | 0                | 0                |
| 総通算           | 総通算           | 総通算           | 総通算           | 0                | 0                | 0                | 0                | 0                | 0                | 0                | 0                |

## 指導歴
- 2002年 - 2005年 サンフレッチェびんごジュニアユースコーチ
- 2006年 - 2009年 サンフレッチェ広島ジュニアコーチ
- 2010年 - 2011年 サンフレッチェ広島スクールコーチ
- 2012年 - 愛媛FCジュニアユースコーチ
- 2014年 愛媛FC新居浜ジュニアユース監督
- 2015年[3] - 愛媛FCU-15 新居浜監督
- 2017年 - サガン鳥栖U-18コーチ
- 2018年 - サガン鳥栖U-15コーチ

## 参考資料
- “指導コーチ”.   サンフレッチェ広島公式. 2012年3月1日閲覧。
- “アカデミースタッフ”.   愛媛FC公式. 2012年3月1日閲覧。